# Akusztika
Az akusztika olyan tudományág, amely mechanikai rezgések és hullámok levegőben, folyadékokban és szilárd testekben való keletkezésével és azok terjedésével foglalkozik.
Alkalmazási területei közé tartozik a térakusztika, mely az épületekbe, termekbe beszűrődő vagy azokban keletkező hangok egészséget nem károsító mértékre való csökkentésével, valamint előadótermek, színháztermek, hangversenytermek, mozitermek esetén a terem belső kiképzéséből eredő hangtorzítás csökkentésével foglalkozik. Az elektroakusztika a hangok elektromos úton történő keltésével (pl. elektromos hangszerek), erősítésével, visszaadásával foglalkozik.
A műszaki akusztika a gépek, berendezések által keltett zaj (hangteljesítményszint) elemzésével, csökkentésével, a csővezetéken, légcsatornákban áramló közegekben keletkező zajjal, a falakon és födémszerkezetekben terjedő zajjal (testhanggal), továbbá a zajcsökkentés műszaki módszereivel, a hanggátló és hangcsillapító szerkezetek számításaival és tervezésével foglalkozik. A huzamos emberi tartózkodásra szolgáló helyiségekben (munkahelyeken, lakóhelyiségekben) megengedhető maximális zajszintek (hangnyomásszintek) értékét nemzetközi (EN, ISO) és magyar (MSZ) szabványok rögzítik.